# جورج غالوس
جورج غالوس هو فلاح وسياسي ألماني، ولد في 6 يوليو 1927 في هاتنهوفن ‏ في ألمانيا. نشط حزبياً في الحزب الديمقراطي الحر. وقد انتخب سكرتير برلماني في ألمانيا ‏ وانتخب عضو في البوندستاغ الألماني خلال فترته النيابية ‏ (10 سبتمبر 1970 – 22 سبتمبر 1972).

## وصلات خارجية
- جورج غالوس على موقع مونزينجر (الألمانية)